# Turniej o Łańcuch Herbowy Miasta Ostrowa Wielkopolskiego 2009
Turniej o Łańcuch Herbowy Miasta Ostrowa Wielkopolskiego 2009 – turniej żużlowy, rozegrany po raz 57. w Ostrowie Wielkopolskim, w którym zwyciężył Szwed Magnus Zetterström.

## Wyniki
- Ostrów Wielkopolski, 25 października 2009
- Sędzia: Leszek Demski

| Msc. | Zawodnik              | Państwo | Pkt   |             |  |
| ---- | --------------------- | ------- | ----- | ----------- |  |
| 1    | Magnus Zetterström    | Szwecja | 12 +3 | (1,3,3,2,3) |  |
| 2    | Robert Miśkowiak      | Polska  | 12 +3 | (2,3,3,1,3) |  |
| 3    | Piotr Świderski       | Polska  | 11 +3 | (3,3,1,2,2) |  |
| 4    | Tomasz Jędrzejak      | Polska  | 11 +2 | (3,3,1,3,1) |  |
| 5    | Mikael Max            | Szwecja | 10    | (3,0,2,3,2) |  |
| 6    | Maciej Janowski       | Polska  | 10    | (w,2,2,3,3) |  |
| 7    | Peter Karlsson        | Szwecja | 10    | (2,2,3,1,2) |  |
| 8    | Adam Skórnicki        | Polska  | 8     | (1,2,3,0,2) |  |
| 9    | David Ruud            | Szwecja | 7     | (2,1,0,3,1) |  |
| 10   | Rienat Gafurow        | Rosja   | 7     | (1,1,d,2,3) |  |
| 11   | Daniel Nermark        | Szwecja | 5     | (1,2,0,2,d) |  |
| 12   | Marcin Jędrzejewski   | Polska  | 5     | (2,0,2,d,1) |  |
| 13   | Norbert Kościuch      | Polska  | 4     | (0,0,2,1,1) |  |
| 14   | Łukasz Jankowski      | Polska  | 3     | (3,d,–,–,–) |  |
| 15   | Norbert Magosi        | Węgry   | 3     | (0,1,1,1,0) |  |
| 16   | Kamil Brzozowski      | Polska  | 2     | (0,1,1,0,0) |  |
| 17   | rez. Piotr Świdziński | Polska  | 0     | (u,0)       |  |
| 18   | rez. Patryk Kociemba  | Polska  | 0     | (0)         |  |

Bieg po biegu:
1. Jankowski, Ruud, Nermark, Janowski (w/su)
2. Max, Miśkowiak, Zetterström, Brzozowski
3. Świderski, Karlsson, Gafurow, Magosi
4. Jędrzejak, Jędrzejewski, Skórnicki, Kościuch
5. Miśkowiak, Skórnicki, Magosi, Jankowski (d/3)
6. Świderski, Janowski, Brzozowski, Kościuch
7. Jędrzejak, Karlsson, Ruud, Max
8. Zetterström, Nermark, Gafurow, Jędrzejewski
9. Karlsson, Jędrzejewski, Brzozowski, Świdziński (u)
10. Miśkowiak, Janowski, Jędrzejak, Gafurow (d/4)
11. Zetterström, Kościuch, Magosi, Ruud
12. Skórnicki, Max, Świderski, Nermark
13. Max, Gafurow, Kościuch, Kociemba
14. Janowski, Zetterström, Karlsson, Skórnicki
15. Ruud, Świderski, Miśkowiak, Jędrzejewski (d/4)
16. Jędrzejak, Nermark, Magosi, Brzozowski
17. Zetterström, Świderski, Jędrzejak, Świdziński
18. Janowski, Max, Jędrzejewski, Magosi
19. Gafurow, Skórnicki, Ruud, Brzozowski
20. Miśkowiak, Karlsson, Kościuch, Nermark (d/4)
21. Bieg o 3. miejsce: Świderski, Jędrzejak
22. Bieg o 1. miejsce: Zetterström, Miśkowiak
23. Bieg poświęcony pamięci wybitnych ludzi ostrowskiego żużla: Miśkowiak, Świderski, Zetterström, Jędrzejak